# ¡Caigan las rosas blancas!
¡Caigan las rosas blancas! es una película de drama de 2025, dirigida por Albertina Carri, quien también coescribió la película junto a Agustín Godoy y Carolina Alamino, la tercera de las cuales también protagonizó la película junto a Rocío Zuviría, Mijal Katzowicz, Maru Marcet, Laura Paredes, Valeria Correa, Renata Carvalho y Luisa Gavasa. Tuvo su estreno mundial en el Festival de Cine de Róterdam el 1 de febrero de 2025, y luego tuvo varios estrenos en sus respectivos países de origen: en Argentina tuvo un estreno limitado en el Museo de Arte Latinoamericano de Buenos Aires el 7 de marzo de 2025, mientras que en España se estrenó en cines el 16 de abril de 2025, con distribución de Vitrine Filmes.

## Trama
Violeta (Carolina Alamino) es una directora de cine contratada para dirigir una película porno después de realizar una porno lésbica amateur. Sin embargo, sus ideas sobre los géneros cinematográficos le impiden realizar la película, y emprende un viaje con sus amigas a São Paulo. Allí, al lanzarse a nadar en el Océano Atlántico, descubren una isla habitada por una comunidad vampírica liderada por Elvira (Luisa Gavasa)

## Reparto
- Carolina Alamino como Violeta
- Rocío Zuviría
- Mijal Katzowicz
- Maru Marcet
- Laura Paredes
- Valeria Correa
- Renata Carvalho
- Luisa Gavasa como Elvira

## Producción
Aunque en un principio la directora Albertina Carri no tenía ningún interés en realizar una secuela de Las hijas del fuego, finalmente accedió a realizar una sucesora espiritual de dicha película en forma de ¡Caigan las rosas blancas!, debido al deseo tanto de ella como del reparto y equipo de la película de volver a trabajar juntos. La película es una coproducción entre Argentina, Brasil y España.

## Lanzamiento y marketing
En diciembre de 2024, se anunció que ¡Caigan las rosas blancas! tendría su estreno mundial en el Festival de Cine de Róterdam el 1 de febrero de 2025. Después, la película tuvo un estreno limitado en Argentina en el Museo de Arte Latinoamericano de Buenos Aires el 7 de marzo de 2025. En España, Vitrine Filmes estrenó la película en cines el 16 de abril de 2025.